# Theodor Viehweg
Theodor Viehweg (* 30. April 1907 in Leipzig; † 29. Juli 1988 in Mainz) war ein deutscher Rechtswissenschaftler (Rechtsphilosophie und -soziologie).

## Leben
Viehweg wurde 1907 als Sohn des Rechtsanwaltes Eugen Viehweg und seiner Frau Elisabeth Viehweg, geborene Zweinert, in Leipzig geboren. Er besuchte bis 1925 die Thomasschule zu Leipzig. Im Anschluss studierte er Rechtswissenschaften an der Ludwig-Maximilians-Universität München, der Universität Leipzig und der Friedrich-Wilhelms-Universität Berlin. 1934 wurde er in Leipzig mit einer arbeitsrechtlichen Arbeit zum Dr. iur. promoviert. Danach war er Assistent an der Akademie für Deutsches Recht in München. 1953 habilitierte er sich und unterrichtete als Privatdozent an der Johannes Gutenberg-Universität Mainz. 1959 wurde er außerplanmäßiger und 1966 ordentlicher Professor für Rechtsphilosophie und -soziologie in Mainz. Im Jahr 1972 emeritierte er.
Gemeinsam mit Rudolf Laun wiederbegründete er 1949 die wissenschaftliche Fachzeitschrift Archiv für Rechts- und Sozialphilosophie (ARSP). Von ihm stammt, erstmals 1953 publiziert, das Werk Topik und Jurisprudenz. Es wurde in fünf Auflagen bis 1974 veröffentlicht und gilt als richtungsweisend in der juristischen Methodenlehre der Nachkriegszeit. Viehweg gilt zusammen mit Ottmar Ballweg als bedeutendster Vertreter der Mainzer Schule, einer Richtung der juristischen Rhetorik.
Sein letzter Schüler und Doktorand war der Rechtswissenschaftlicher und Philosoph Reinhard May, mit dem Viehweg zusammen die "Studien zu nichteuropäischen Rechtstheorien" herausgab.